# Union agricole
L'Union agricole (en hébreu : האיחוד החקלאי, HaIhud HaHakla'i) est un mouvement de colonisation (en) composé de villages agricoles israéliens, dont plusieurs moshavim. Il est créé en octobre 1960. Un mouvement de jeunesse lui est lié, fondé en 1978.

## Communautés membres
- Avtalion
- Batzra
- Beit Yanai
- Beka'ot
- Bitan Aharon
- Bnei Zion
- Dekel
- Ein Tamar
- Eshbal
- Gan HaShomron
- Ganot
- Givat-Shapira
- Hadar Am
- Hamra
- Har Amasa
- Havatzelet HaSharon
- Herev Le'et
- Ilania
- Kfar Ben Nun
- Kfar Mordechai
- Kfar Netter
- Kfar HaRif
- Kisalon
- Klahim
- Klil
- Koranit
- Magshimim
- Manof
- Meishar
- Mekhora
- Mitzpe Aviv
- Neve Ativ
- Nir Tzvi
- Ro'i
- Sde Tzvi
- Shavei Tzion
- Shdema
- Shekhanya
- Sho'eva
- Talmei Elazar
- Talmei Yosef
- Udim
- Vered Yeriho
- Yad HaShmona
- Yevul
- Yokneam Moshava
- Zohar

## Source de la traduction
- (en) Cet article est partiellement ou en totalité issu de l’article de Wikipédia en anglais intitulé « Agricultural Union » (voir la liste des auteurs).